# 无柄荆芥
无柄荆芥（学名：Nepeta sessilis），为唇形科荆芥属下的一个植物种。